# Lukas Walton-Keim
Lukas Walton-Keim es un deportista neozelandés que compite en vela en la clase Formula Kite. Ganó una medalla de bronce en el Campeonato Europeo de Formula Kite de 2019.

## Palmarés internacional
| \| Campeonato Europeo \| Campeonato Europeo \| Campeonato Europeo \| Campeonato Europeo \| \| Año \| Lugar \| Medalla \| Clase \| \| ------------------ \| -------------------- \| ------------------ \| ----------------------------- \| \| 2019 \| Torregrande (Italia) \| Medalla de bronce \| Formula Kite por relevo mixto \| |                      |                   |                               |
| Campeonato Europeo |                      |                   |                               |
| Año | Lugar                | Medalla           | Clase                         |
| 2019 | Torregrande (Italia) | Medalla de bronce | Formula Kite por relevo mixto |